# Minúscula 50
Minúscula 50 (en la numeración Gregory-Aland), A232 (Soden) es un manuscrito griego en minúsculas del Nuevo Testamento, en hojas de pergamino. Es datado paleográficamente en el siglo XI. El manuscrito tiene contenidos complejos y marginalia completa.

## Descripción
El códice contiene el texto de los cuatro Evangelios en 241 hojas (tamaño de 29 cm por 22 cm) con un comentario. El texto está escrito en una columna por página, 18-26 líneas por página. Tiene considerables lagunas (Mateo 1:1-9:35; 12:3-23; 17:12-24; 25:20-32; Juan 5:18-21:25).
El texto está dividido de acuerdo a los κεφαλαια (capítulos), cuyos números se colocan al margen del texto (también en latín), con los τιτλοι (títulos) en la parte superior de las páginas. Tiene una división de acuerdo con las más pequeñas Secciones Amonianas, con referencias a los Cánones de Eusebio.
Las tablas de los κεφαλαια (tablas de contenido) se colocan antes de cada Evangelio. Contiene suscripciones al final de cada Evangelio, número de στιχοι (en Lucas), e ilustraciones. El texto de Marcos 14:40-16:20 fue añadido por una mano posterior. El texto está rodeado por una catena.

## Texto
El texto griego de este códice es representativo del tipo textual bizantino. Hermann von Soden lo clasificó en la familia textual Kx. Aland lo colocó en la Categoría V. No fue examinado usando el Perfil del Método de Claremont.
Contiene muchas lecturas inusuales.

## Historia
El manuscrito fue fechado por Gregory en el siglo XI o XII. Actualmente es datado por el INTF en el siglo XI.
En 1636, William Laud presentó el manuscrito a la Bodleian Library. Fue examinado por Mill (como Laud. 1) y Griesbach.
Fue añadido a la lista de manuscritos del Nuevo Testamento por J. J. Wettstein. C. R. Gregory lo vio en 1883.
Actualmente se encuentra en la Bodleian Library (Laud. Gr. 33), en Oxford.

## Lectura adicional
- Gregory, Caspar René (1900). Textkritik des Neuen Testamentes 1. Leipzig: J.C. Hinrichs'sche Buchhandlung. p. 140.

- Datos: Q6870549